# コモド島
コモド島（コモドとう、Pulau Komodo）は、インドネシアの小スンダ列島に所在する島である。近隣の大きな島は西のスンバワ島と東のフローレス島で、行政的には東ヌサ・トゥンガラ州に属する。
面積は約500平方キロメートル、人口は約240万人。島の住民は、島に追放された元囚人の子孫や、スラウェシ島から来たブギス族との混血で構成されている。住民の多くはイスラム教徒で、キリスト教徒やヒンドゥー教徒は少数である。
コモド国立公園の一部となっているほか、野生のコモドオオトカゲが生息することで特に知られており、ダイビングでも人気がある。また、島には古い囚人の施設があり、数多くの観光客が訪れる。

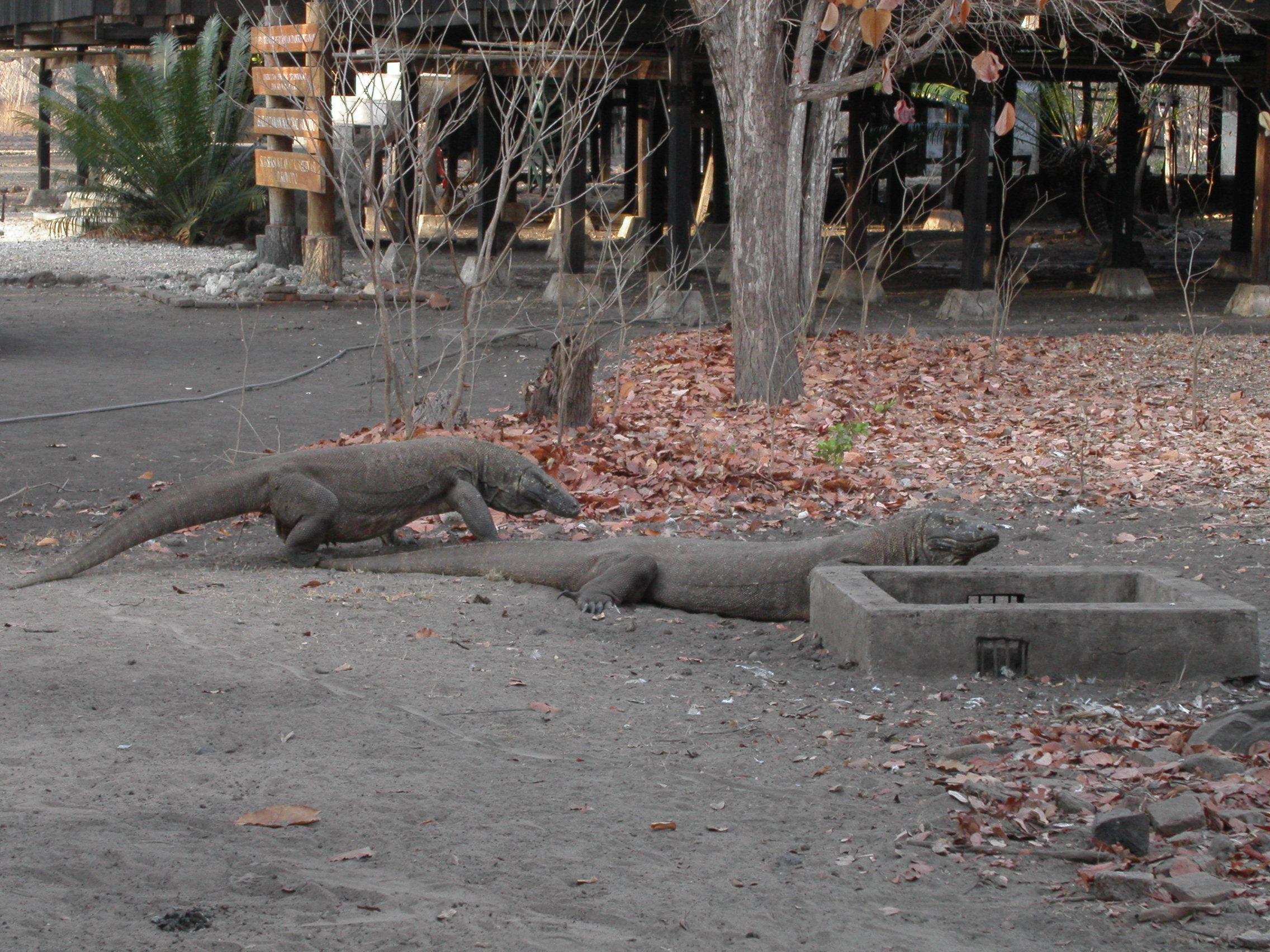
コモドオオトカゲ